# Mo Williams
Maurice "Mo" Williams (Jackson, Mississippi, 19. prosinca 1982.) umirovljeni je američki profesionalni košarkaš. Igrao na poziciji razigravača, a karijeru je zavrsio kao član NBA momčadi Cleveland Cavaliersa. Igrao je još za Utah Jazz i Milwaukee Buckse. Utah Jazz izabrao ga je u drugom krugu (47.ukupno) NBA drafta 2003. godine.

## NBA karijera

### Utah Jazz
Utah Jazz izabrao ga je u drugom krugu (47.ukupno) NBA drafta 2003. godine. Prosječno je bilježio 5 poena i 1.3 asistencije po utakmici. Uskoro je postao slobodan igrač i potpisao je za Milwaukee Buckse.

### Milwaukee Bucks
Nakon što se Bucksima ozlijedio startni razigravač T.J. Ford, Mo je iskoristio priliku i u sezoni 2004./05. bilježio 10.2 poena, 6.1 asistencija po utakmici. Puno je pomogao momčadi i postigao nekoliko ključnih šuteva u nadolazećoj sezoni. U sezoni 2006./07. Bucksi mijenjaju Forda u Toronto Raptorse za Charlieja Villanuevu. Time se Mou otvorila pozicija startnog razigravača u momčadi. U prvih 19 utakmica sezone, Mo je bilježio 15.6 poena, 5.1 skokova i 6.2 asistencija za 35 minuta provedenih na parketu. U utakmici Bucksa i Heata 20. prosinca 2006., Mo je upisao svoj prvi triple-double učinak u karijeri (19 poena, 11 skokova i 10 asistencija). 2007. godine je s Bucksima potpisao ugovor vrijedan 52 milijuna $.

### Cleveland Cavaliers
13. kolovoza 2008., Mo je mijenjan u Cleveland Cavalierse. Time je uprava Cavsa uvelike pomogla LeBronu Jamesu. Mo Williams je postao startni razigravač momčadi i time Cavse zajedno s Jamesom odveo do najboljeg omjera pobjeda i poraza u sezoni 66-16. Mo je u sezoni upisao rekordnih 44 poena protiv Sunsa i izborio je poziv na All-Star kao zamjena za ozlijeđenog Bosha.

## NBA statistika

### Regularni dio
| Godina    | Klub      | Odig. uta. | Uta. poč. | Min. | 2P%  | 3P%  | Sl. bac.% | Skok. | Asist. | Ukr. lop. | Blok. | Poena |
| --------- | --------- | ---------- | --------- | ---- | ---- | ---- | --------- | ----- | ------ | --------- | ----- | ----- |
| 2003./04. | Utah      | 57         | 0         | 13.5 | .380 | .256 | .786      | 1.3   | 1.3    | .5        | .0    | 5.0   |
| 2004./05. | Milwaukee | 80         | 80        | 28.2 | .438 | .323 | .850      | 3.1   | 6.1    | .9        | .1    | 10.2  |
| 2005./06. | Milwaukee | 58         | 12        | 26.4 | .424 | .382 | .850      | 2.5   | 4.0    | .9        | .1    | 12.1  |
| 2006./07. | Milwaukee | 68         | 68        | 36.4 | .446 | .346 | .855      | 4.8   | 6.1    | 1.2       | .1    | 17.3  |
| 2007./08. | Milwaukee | 66         | 66        | 36.5 | .480 | .385 | .856      | 3.5   | 6.3    | 1.2       | .2    | 17.2  |
| 2008./09. | Cleveland | 81         | 81        | 35.0 | .467 | .436 | .912      | 3.4   | 4.1    | 0.9       | .1    | 17.8  |
| Ukupno    |           | 410        | 307       | 29.9 | .449 | .386 | .863      | 3.2   | 4.8    | 0.9       | .1    | 13.5  |

### Doigravanje
| Godina    | Klub      | Odig. uta. | Uta. poč. | Min. | 2P%  | 3P%  | Sl. bac.% | Skok. | Asist. | Ukr. lop. | Blok. | Poena |
| --------- | --------- | ---------- | --------- | ---- | ---- | ---- | --------- | ----- | ------ | --------- | ----- | ----- |
| 2005./06. | Milwaukee | 5          | 0         | 15.0 | .500 | .182 | .000      | .6    | 2.0    | .2        | .0    | 7.2   |
| 2008./09. | Cleveland | 14         | 14        | 38.6 | .408 | .372 | .767      | 3.2   | 4.1    | .7        | .1    | 16.3  |
| Ukupno    |           | 19         | 14        | 32.4 | .422 | .352 | .767      | 2.5   | 3.6    | .6        | .1    | 13.9  |

## Vanjske poveznice
- Profil na NBA.com